# Liste der Naturdenkmale in Großfischlingen
Die Liste der Naturdenkmale in Großfischlingen nennt die im Gemeindegebiet von Großfischlingen ausgewiesenen Naturdenkmale (Stand 23. Mai 2024).

## Ehemalige Naturdenkmale
| Nr. | Bezeichnung       | Lage                                    | Beschreibung                             | Bild                                    |
| --- | ----------------- | --------------------------------------- | ---------------------------------------- | --------------------------------------- |
|     | Kaltenbachbrunnen | südlich des Ortes; Flur Kaltenbach Lage | Naturquelle; Rechtsverordnung aufgehoben | Direkt Bild zu diesem Denkmal hochladen |